# Lijst van voetbalinterlands Nigeria - Tanzania
Deze lijst van voetbalinterlands is een overzicht van alle officiële voetbalwedstrijden tussen de nationale teams van Nigeria en Tanzania. De landen hebben tot op heden zes keer tegen elkaar gespeeld. De eerste ontmoeting vond plaats op 12 januari 1973 tijdens de Afrikaanse Spelen 1973 in Lagos. Het laatste duel, een kwalificatiewedstrijd voor de Afrika Cup 2017, werd gespeeld in Uyo op 3 september 2016.

## Wedstrijden
| № | Plaats        | Datum            | Competitie                   | Wedstrijd          | Uitslag |
| - | ------------- | ---------------- | ---------------------------- | ------------------ | ------- |
| 1 | Lagos         | 12 januari 1973  | Afrikaanse Spelen 1973       | Nigeria − Tanzania | 2 − 1   |
| 2 | Lagos         | 8 maart 1980     | Afrika Cup 1980              | Nigeria − Tanzania | 3 − 1   |
| 3 | Lagos         | 6 december 1980  | WK 1982 kwalificatie         | Nigeria − Tanzania | 1 − 1   |
| 4 | Dar es Salaam | 20 december 1980 | WK 1982 kwalificatie         | Tanzania − Nigeria | 0 − 2   |
| 5 | Dar es Salaam | 5 september 2015 | Afrika Cup 2017 kwalificatie | Tanzania − Nigeria | 0 − 0   |
| 6 | Uyo           | 3 september 2016 | Afrika Cup 2017 kwalificatie | Nigeria − Tanzania | 1 − 0   |

## Samenvatting
| Competitie              | Totaal gespeeld | Winst Nigeria | Gelijk | Winst Tanzania | Doelsaldo Nigeria – Tanzania |
| ----------------------- | --------------- | ------------- | ------ | -------------- | ---------------------------- |
| WK-kwalificatie         | 2               | 1             | 1      | 0              | 3 − 1                        |
| Afrika Cup              | 1               | 1             | 0      | 0              | 3 − 1                        |
| Afrika Cup-kwalificatie | 2               | 1             | 1      | 0              | 1 − 0                        |
| Afrikaanse Spelen       | 1               | 1             | 0      | 0              | 2 − 1                        |
| Totaal                  | 6               | 4             | 2      | 0              | 9 − 3                        |

NFA · A-internationals · Selecties · Bondscoaches · Statistieken · Nigeriaans vrouwenelftal · Olympisch elftal · Nigeria U21 · Nigeria U20 · Nigeria U19 · Nigeria U18 · Nigeria U17
1950 – 1959 · 
1960 – 1969 · 
1970 – 1979 · 
1980 – 1989 · 
1990 – 1999 · 
2000 – 2009 · 
2010 – 2019 ·
2020 − 2029
CC 1995 · 
CC 2013
WK 1994 · 
WK 1998 · 
WK 2002 · 
WK 2010 · 
WK 2014 · 
WK 2018
OS 1968 · 
OS 1980 · 
OS 1988 · 
OS 1996 · 
OS 2000 · 
OS 2008 · 
OS 2016
1949 · 
1950 · 1951 · 1952 · 1953 · 1954 · 
1955 · 
1956 · 
1957 · 
1958 · 
1959 · 
1960 · 
1961 · 
1962 · 
1963 · 
1964 · 
1965 · 
1966 · 
1967 · 
1968 · 
1969 · 
1970 · 
1971 · 
1972 · 
1973 · 
1974 · 
1975 · 
1976 · 
1977 · 
1978 · 
1979 · 
1980 · 
1981 · 
1982 · 
1983 · 
1984 · 
1985 · 
1986 · 
1987 · 
1988 · 
1989 · 
1990 · 
1991 · 
1992 · 
1993 · 
1994 · 
1995 · 
1996 · 
1997 · 
1998 · 
1999 · 
2000 · 
2001 · 
2002 · 
2003 · 
2004 · 
2005 · 
2006 · 
2007 · 
2008 · 
2009 · 
2010 · 
2011 · 
2012 · 
2013 · 
2014 ·
2015 ·
2016 ·
2017 ·
2018 ·
2019 ·
2020 ·
2021 ·
2022
Algerije ·
Angola ·
Argentinië ·
Australië ·
Benin ·
Bosnië en Herzegovina ·
Botswana ·
Brazilië ·
Bulgarije ·
Burkina Faso ·
Burundi ·
Canada ·
Centraal-Afrikaanse Republiek ·
Colombia ·
Congo-Brazzaville ·
Congo-Kinshasa ·
Costa Rica ·
Denemarken ·
Duitsland ·
Ecuador ·
Egypte ·
Engeland ·
Equatoriaal-Guinea ·
Eritrea ·
Ethiopië ·
Frankrijk ·
Gabon ·
Gambia ·
Georgië ·
Ghana ·
Griekenland ·
Guinee ·
Guinee-Bissau ·
Ierland ·
IJsland ·
Indonesië ·
Iran ·
Italië ·
Ivoorkust ·
Jamaica ·
Japan ·
Joegoslavië ·
Jordanië ·
Kaapverdië · 
Kameroen ·
Kenia ·
Kroatië ·
Lesotho ·
Liberia ·
Libië ·
Luxemburg ·
Madagaskar ·
Malawi ·
Mali ·
Marokko ·
Mexico ·
Mozambique ·
Namibië ·
Nederland ·
Niger ·
Noord-Korea ·
Noord-Macedonië ·
Noorwegen ·
Oeganda ·
Oekraïne ·
Oezbekistan ·
Oostenrijk ·
Paraguay ·
Peru ·
Polen ·
Portugal ·
Roemenië ·
Rwanda ·
Saoedi-Arabië ·
Sao Tomé en Principe ·
Schotland ·
Senegal ·
Servië ·
Seychellen ·
Sierra Leone ·
Soedan ·
Spanje ·
Swaziland ·
Tahiti ·
Tanzania ·
Thailand ·
Togo ·
Tsjaad ·
Tsjechië ·
Tunesië ·
Uruguay ·
Venezuela ·
Verenigde Staten ·
Zambia ·
Zimbabwe ·
Zuid-Afrika ·
Zuid-Korea ·
Zweden ·
Zwitserland
Argentinië (2010) ·
Argentinië (2014) ·
Argentinië (2018) ·
Bosnië en Herzegovina (2014) ·
Burkina Faso (2013) ·
Frankrijk (2014) ·
Iran (2014) ·
IJsland (2018) ·
Kroatië (2018) ·
Zuid-Korea (2010)
FAT · A-internationals · Olympische elftal · Vrouwenelftal
Algerije ·
Angola ·
Benin ·
Botswana ·
Brazilië ·
Bulgarije ·
Burkina Faso ·
Burundi ·
Centraal-Afrikaanse Republiek ·
China ·
Congo-Brazzaville ·
Congo-Kinshasa ·
Djibouti ·
Egypte ·
Equatoriaal-Guinea ·
Eritrea ·
Ethiopië ·
Gabon ·
Gambia ·
Ghana ·
Guinee ·
Indonesië ·
Ivoorkust ·
Jemen ·
Kaapverdië ·
Kameroen ·
Kenia ·
Lesotho ·
Liberia ·
Libië ·
Madagaskar ·
Malawi ·
Marokko ·
Mauritanië ·
Mauritius ·
Mongolië ·
Mozambique ·
Namibië ·
Nieuw-Zeeland ·
Niger ·
Nigeria ·
Oeganda ·
Palestina ·
Rwanda ·
Saoedi-Arabië ·
Senegal ·
Seychellen ·
Soedan ·
Somalië ·
Swaziland ·
Togo ·
Tsjaad ·
Tunesië ·
Zambia ·
Zimbabwe ·
Zuid-Afrika